# 格里寧冰川
71°52′S 61°55′W / 71.867°S 61.917°W
格里寧冰川（英語：Gruening Glacier），是南極洲的冰川，位於帕爾默地，流經希爾頓灣西北部，在1940年12月30日由美國研究隊發現，現時由南極條約體系管理。